# 裴俊英
裴俊英（：／ Bae Jun-yeong，1970年10月21日—），大韓民國保守派政治人物，現任國會議員。